# Yula tenuilinea
Yula tenuilinea là một loài bướm đêm trong họ Noctuidae.